# Изтъняване на озоновия слой
Изтъняването на озоновия слой описва два свързани феномена, които се наблюдават от края на 1970-те години: постепенно понижение от около 4% на общото количество озон в земната атмосфера (озоновия слой) и по-голямо пролетно понижение на стратосферния озон около полярните райони на Земята. Вторият феномен е познат като озонова дупка.
Главна причина за изтъняването на озоновия слой и създаването на озонови дупки са изкуствените химикали, особено халогеновъглероди, хладилни агенти, разтворители, метателни заряди и други агенти като хлорофлуоровъглероди и халогеналкани. Тези съединения се транспортират към стратосферата чрез ветровете, след като са били изпуснати на повърхността. Веднъж достигнали стратосферата, те изпускат халогенни атоми чрез фотодисоциация, която катализира разпадането на озона (O3) в кислород (O2). И двата вида изтъняване на озоновия слой се влошават с увеличаване на емисиите на халогеновъглероди.
Изтъняването на озоновия слой и озоновите дупки създават загриженост из цял свят, тъй като увеличават риска от рак и друго неблагоприятно влияние. Озоновият слой спира повечето ултравиолетови лъчи в земната атмосфера. Тези лъчи причиняват рак на кожата, слънчеви изгаряния и катаракти, за които е изчислено, че драстично ще зачестят в резултат от изтъняването на озона. Растенията и животните също биха били засегнати. Тези проблеми водят до приемането на Монреалския протокол през 1987 г., с който се забранява производството на хлорофлуоровъглероди, халогени и други химикали, изтъняващи озоновия слой.
Забраната влиза в сила през 1989 г. Нивата на озона се стабилизират към средата на 1990-те години и започва да се възстановяват след 2000 г. Периодът на възстановяване вероятно ще продължи през 21 век, като озоновата дупка се очаква да достигне нивата си отпреди 1980 г. към 2075 г. Монреалският протокол се счита за едно от най-успешните международни споразумения за околната среда към днешна дата.

## Общ преглед на озоновия цикъл
Три алотропни форми на кислорода участват в цикъла озон-кислород: кислородни атоми (O), кислороден газ (O2) и озонов газ (O3). Озонът се образува в стратосферата, когато кислородните молекули търпят фотодисоциация след приемане на ултравиолетови фотони. С това една молекула O2 се превръща в два атомни кислородни радикала. След това тези радикали се комбинират с отдели молекули O2 и се създават две молекули O3. Тези озонови молекули абсорбират ултравиолетова светлина, след което озонът се разделя на молекула O2 и кислороден атом. Кислородният атом се присъединява към кислородна молекула, за да образува отново озон. Това е повтарящ се процес, който завършва, когато кислороден атом се съедини с озонова молекула, образувайки две молекули O2.
O + O
3 → 2 O
2
Общото количество озон в стратосферата се определя от баланса между фотохимичното производство и рекомбинацията. Озонът може да бъде разрушен от редица катализатори на свободни радикали. Най-важните от тях са хидроксилният радикал (OH·), азотният моноксид (NO·), хлорният радикал (Cl·) и бромният радикал (Br·). С точка се обозначава, че всеки образец има несвързан електрон и следователно е изключително реактивен. Тези радикали могат да имат както естествени, така и изкуствени източници. В днешно време по-голямата част от OH· и NO· в стратосферата е с естествен произход, но човешката дейност драстично е увеличила нивата на хлор и бром. Тези елементи се срещат в стабилни органични съединения, особено хлорофлуоровъглероди, които могат да пътуват из стратосферата, без да бъдат разрушени в тропосферата, поради слабата им реактивност. Веднъж попаднали в стратосферата, атомите на Cl и Br се изпускат от началните съединения под въздействието на ултравиолетовите лъчи.
CFCl
3 + електромагнитно лъчение → Cl· + ·CFCl
2
Озонът е високо реактивна молекула, която лесно се разпада до по-стабилна кислородна форма с помощта на катализатор. Атомите на Cl и Br разрушават озоновите молекули чрез различни каталитични цикли. В най-простия пример за такъв цикъл, хлорен атом реагира с молекула озон, приемайки кислороден атом, за да образува хлорен оксид, и оставяйки кислородна молекула. Тогава ClO може да реагира с втора молекула озон, отделяйки хлорен атом и създавайки две молекули кислород. Химически тези реакции се изразяват така:
- Cl· + O
3 → ClO + O
2
 Хлорен атом премахва кислороден атом от молекула озон, създавайки молекула ClO
- ClO + O
3 → Cl· + 2 O
2
 Молекулата ClO също може да премахне кислороден атом от друга молекула озон

Цялостният ефект е намаляване на количеството озон, макар скоростта на тези процеси да може да се намали чрез нулеви цикли. Открити са и по-сложни механизми, които водят до разрушаване на озона в ниската част на стратосферата.
Един хлорен атом би могъл постоянно да разрушава озон в течение на две години, ако не бяха реакциите, които го премахват от този цикъл чрез създаване на резервоари от хлороводород (HCl) и хлорен нитрат (ClONO2). Бромът е дори по-ефективен от хлора в разрушаването на озон, но в атмосферата към момента присъства много по-малко бром. Както хлорът, така и бромът допринасят значително за цялостното изтъняване на озоновия слой. Лабораторните проучвания показват, че атомите на флуора и йода участват в аналогични каталитични цикли. Все пак, атомите на флуора реагират бързо с вода и метан, образувайки флуороводородна киселина (HF) със здрава връзка в земната стратосфера, а органичните молекули, съдържащи йод, реагират толкова бързо в ниските части на атмосферата, че не достигат стратосферата в значително количество.
Един хлорен атом е способен да реагира средно със 100 000 озонови молекули, преди да излезе от каталитичния цикъл. Този факт в допълнение към количеството хлор, което се изпуска в атмосферата всяка година чрез хлорофлуоровъглероди и хидрохлорфлуорвъглеводороди демонстрира опасността на тези съединения за околната среда.

## Наблюдения върху изтъняването на озоновия слой
Озоновата дупка обикновено се измерва в смаляване на общата озонова колона над точка от земната повърхност. Това обикновено се изразява в единицата Добсон [DU]. Най-значимото намаляване на озона е в ниската стратосфера. Понижения в озоновата колона над Антарктида през пролетта и началото на лятото в сравнение с началото на 1970-те години и преди това се наблюдават използвайки инструменти като Total Ozone Mapping Spectrometer (TOMS).
Съкращения с до 70% в озоновата колона, наблюдавани в южната пролет над Антарктида и първоначално докладвани през 1985 г. все още продължават. Общата височина на озоновата колона в Антарктида през септември и октомври продължава да е с 40 – 50% по-ниска от стойностите отпреди озоновата дупка след 1990-те години. Постепенна тенденция на облекчаване на слоя е докладвана през 2016 г. През 2017 г. НАСА обявява, че озоновата дупка е най-малка от 1988 г., поради топлите стратосферни условия. Смята се, че дупката ще изчезне около 2070 г. Изгубеното количество озон е по-колебливо от година на година в Арктика, отколкото в Антарктида. Най-големият спад в Арктика е през зимата и пролетта, достигайки до 30%, когато стратосферата е най-студена.
Реакциите, които се случват в полярните стратосферни облаци, играят важна роля в увеличаването на изтъняването на озоновия слой. Тези облаци се образуват по-лесно в изключително студените условия на арктичната и антарктичната стратосфера. Ето защо озоновите дупки се образуват първо и са най-дълбоки в Антарктида. Ранните модели не вземат предвид тези облаци и предсказват постепенно глобално изтъняване, поради което внезапната антарктична озонова дупка представлява голяма изненада за много учени, когато е открита.
По-точно е да се говори за изтъняване на озоновия слой на средна географска ширина, отколкото при дупки. Общата озонова колона намалява между 1980 и 1996 г. в средните географски ширина. В северните средни географски ширини тя се покачва от минималната си стойност с около 2% от 1996 до 2009 г., докато регулациите влизат в сила и количеството хлор в стратосферата намалява. В южните средни географски ширини общият озон остава постоянен през този период. Няма значителни тенденции при тропиците, основно защото халоген-съдържащите съединения не са имало време да се разпаднат и да изпуснат хлор и бром в тропичните ширини.
Големите вулканични изригвания също имат значително, макар и непостоянно, влияние върху изтъняването на слоя. Това е наблюдавано след изригването на вулкана Пинатубо на Филипините през 1991 г.
Изтъняването на озоновия слой също обяснява наблюдаваното намаляване на стратосферните и горните тропосферни температури. Източникът на топлина в стратосферата е абсорбцията на ултравиолетови лъчи от озона, следователно намалените нива на озон водят до захлаждане. Една част от стратосферното охлаждане също се дължи на повишаването на парникови газове като въглероден диоксид и самите хлорофлуоровъглероди. Все пак, захлаждането от намален озон изглежда е главната причина.
Прогнозирането на нивата на озона остава трудна задача, но прецизирането на моделите на наблюдаваните стойности и съгласуването между различните техники за моделирани постепенно се подобряват.

### Съединения в атмосферата

#### Хлорофлуоровъглероди и сродни съединения
Хлорофлуоровъглеродите (ХФВ) и други халогенирани субстанции, изтъняващи озоновия слой, са главната причина за химическото изтъняване на слоя от човека. Общото количество халогени (хлор и бром) в стратосферата може да се изчисли. ХФВ съединенията са изобретени през 1930-те години от Томас Миджли младши. Използват се в климатизацията и охладителните тела като аерозолни спрейове до 1970-те години, както и при почистващите процеси на деликатно електронно оборудване. Те възникват и като вторични продукти при някои химични процеси. Значителни естествени източници на ХФБ не са открити – тяхното наличие в атмосферата се дължи почти изцяло на човешкото производство. Когато тези химикали достигнат стратосферата, те се разпад под въздействието на ултравиолетовите лъчи и изпускат хлорни атоми. Хлорът играе ролята на катализатор и всеки негов атом може да разгради десетки хиляди озонови молекули, преди да изчезне от стратосферата. Имайки предвид дългия живот на молекулите на ХФВ, времето за възстановяване често се измерва в десетилетия. Изчислено е, че една молекула ХФВ се нуждае средно от 5 – 7 години, за да се издигне до горната атмосфера, където може да престои до един век, разрушавайки до сто хиляди озонови молекули през това време.
1,1,1-трихлоро-2,2,2-трифлуороетанът е един от четири химикали, създадени от човека, които са открити в атмосферата. Това е единственият ХФВ, чието количество в атмосферата продължава да расте. Източникът му все още не е известен, но се подозира незаконно производство. Този химикал се натрупва безспирно от 1960-те години насам. Между 2010 и 2012 г. емисиите на газа се покачват с 45%.

## Озонова дупка
Антарктическата озонова дупка е площ в антарктическата стратосфера, в която скорошните нива на озона са се понижили до 33% от нивата им преди 1975 г. Дупката се разтваря по време на антарктическата пролет, от септември до началото на декември, когато силните западни ветрове започват да циркулират около континента и да създават атмосферен контейнер. В този полярен вихър над 50% от озона в ниската стратосфера се разрушава по време на антарктическата пролет.
Изтъняването на озона, катализирано от хлорните атоми, може да се случва в газова фаза, но драстично се ускорява при наличието на полярни стратосферни облаци. Тези облаци се образуват през зимата, при изключително студени условия. Полярните зими са тъмни и включват три месеца без слънчева светлина. Липсата на светлина допринася за намаляване на температурата, а полярният вихър улавя и охлажда въздуха. Температурите се движат около −80 °C. При тези ниски температури се образуват частиците на облаците.
Фотохимичните процеси, които настъпват, са сложни, но добре изучени. Наблюдението е, че обикновено повечето от хлора в стратосферата се съдържа в „резервоарни“ съединения, основно хлорни нитрати (ClONO2), или в стабилни крайни продукти като HCl. Образуването на крайни продукти в основата си премахва Cl от процеса по изтъняване на озоновия слой. Изолираният Cl по-късно може да стане отново наличен чрез абсорбция на светлина при по-къса дължина на вълната от 400 nm. По време на антарктическата зима и пролет, обаче, реакциите на повърхността на частиците на полярните стратосферни облаци превръщат тези „резервоарни“ съединения в реактивни свободни радикали (Cl и ClO). Процесът, чрез който облаците премахват NO2 от стратосферата след превръщането му в азотна киселина, която се губи чрез седиментация, се нарича денитрификация. Той пречи на новообразувания ClO да се преобразува обратно в ClONO2.
Ролята на слънчевата светлина в изтъняването на озоновия слой е причината изтъняването над Антарктида да е най-осезаемо през пролетта. През зимата, макар полярните стратосферни облаци да са най-изобилни, няма светлина над полюса, която да захрани химичните реакции, През пролетта, обаче, светлината се показва, предоставяйки енергия за захранването на фотохимични реакции и стопява облаците, отделяйки ClO, който задвижва целия механизъм. По-нататъшните завишени температури към края на пролетта разкъсват вихъра към средата на декември. Докато топъл въздух, богат на NO2 и озон, навлиза от малките географски ширини, полярните стратосферни облаци се разнасят, а процесът по изтъняване спира и озоновата дупка се затваря.
Повече от унищожения озон е в ниската стратосфера, за разлика от далеч по-малкото озоново изтъняване чрез реакции на хомогенна газова фаза, които настъпва главно във високата стратосфера.

## Последствия
Тъй като озоновият слой абсорбира ултравиолетови B лъчи (UVB) от Слънцето, изтъняването на слоя повишава нивото на ултравиолетово B лъчение на повърхността, което може да доведе до зачестяване на случаите на рак на кожата. Това се явява и главната причина за Монреалския протокол. Въпреки че намаляването на стратосферния озон има ясна връзка с хлорофлуоровъглеродите и повишението на ултравиолетовото B лъчение на повърхността, все още не съществува пряко доказателство за увеличаване на случаите на рак на кожата и поражения по очите у хората. Това се дължи отчасти на това, че ултравиолетовото A лъчение, което играе роля в някои видове рак на кожата, не се абсорбира от озона.

### Увеличение на ултравиолетовото лъчение
Озонът, макар и с малък състав в земната атмосфера, е отговорен за повечето от абсорбцията на ултравиолетово B лъчение. Количеството UVB лъчение, което преминава през озоновия слой, намалява експоненциално с нарастване на дебелината и плътността на слоя. Когато нивата на стратосферен озон намаляват, повече UVB лъчение достига земната повърхност. През октомври 2008 г. Еквадорската гражданска космическа агенция публикува доклад, използващ данните от наземните инструменти в Еквадор и данните от последните 28 години от 12 сателита на няколко държави. Според него, ултравиолетовото лъчение, достигащо екваториалните географски ширини, е много по-голямо от очакваното, като UV индексът достига до 24 в Кито. Световната здравна организация счита показател от 11 за изключително висок и представляващ повишен риск за здравето. Докладът заключава, че изтъняването на озоновия слой около средните географски ширини на планетата вече застрашава многобройното население в тези райони. По-късно, Перуанската космическа агенция публикува свое собствено проучване, което достига до почти същите заключения като еквадорското.

### Биологично въздействие
Основната загриженост на обществото относно озоновата дупка е въздействието на повишената ултравиолетова радиация на повърхността върху човешкото здраве. За сега, изтъняването на озоновия слой на повечето места е няколко процента и при повечето географски ширини не е установено пряко доказателство за поражения върху здравето. Ако високите нива на изтъняване от озоновата дупка са широко разпространени по цялото земно кълбо, въздействието би било значително по-драстично. Тъй като озоновата дупка над Антарктида понякога нараства толкова много, че засяга части от Австралия, Нова Зеландия, Чили, Аржентина и Южна Африка, природозащитниците се опасяват, че повишението на ултравиолетовото лъчение на повърхността би могло да бъде значително.
Изтъняването на озоновия слой би увеличило всичките ефекти на ултравиолетовите лъчи върху човешкото здраве, както положителни (производство на витамин D), така и отрицателни (изгаряне, рак на кожата, катаракти).

#### Въздействие върху животните
Доклад от ноември 2010 г. на Института по зоология в Лондон открива, че китовете близо до калифорнийския бряг показват рязко покачване на пораженията от Слънцето, поставяйки вината върху изтъняването на озоновия слой. В хода на проучването са фотографирани и са взети биопсии от над 150 кита в Калифорнийския залив, при което са открити „широко разпространени доказателства за поражения върху епидермиса, които най-често са свързвани с остро слънчево изгаряне“, а именно клетки, които се образуват при повреждането на ДНК от ултравиолетово лъчение.

#### Въздействие върху реколтата
Повишение на ултравиолетовото лъчение се очаква да засегне и посевите. Редица икономически важни растения, като ориза, зависят от цианобактериите, живеещи в корените им, за задържане на азот. Цианобактериите са чувствителни към ултравиолетовите лъчи и биха се повлияли от повишението им. Въпреки механизмите за намаляване на ултравиолетовите лъчи и възстановяване от тях, растенията имат ограничена способност да се адаптират към повишени нива на UVB и затова растежът им може да бъде пряко засегнат от UVB лъчението.

## Перспективи
След като приемането и подсилването на Монреалския протокол довежда до намаляване на емисиите на ХФВ, атмосферната концентрация на най-значимите съединения спада. Тези вещества постепенно изчезват от атмосферата. След като достига връх през 1994 г., нивата на ефективен еквивалентен хлор (EECl) в атмосферата са спаднали с около 10% към 2008 г. Намаляването на веществата, изтъняващи озона, е значително повлияно и от намаляването на бром-съдържащите химикали. Данните сочат, че съществуват значителни естествени източници на атмосферен бромметан (CH
3Br). Преустановяването на употребата на ХФВ означава, че диазотният оксид (N
2O), който не се покрива от Монреалския протокол, е станал най-много изпусканото вещество, изтъняващо озоновия слой, като най-вероятно ще запази тази си позиция през целия 21 век.
Преглед от 2005 г. на Междуправителствения панел за климатични промени относно наблюденията на нивата на озона и изчисленията на модели установява, че световното количество озон като цяло вече е стабилизирано. Въпреки че се очакват значителни изменения от година на година, особено в полярните региони, където изтъняването е най-голямо, очаква се озоновият слой да започва да се възстановява през следващите десетилетия, поради намаляващата употреба на вещества, изтъняващи слоя, при условие, че съблюдаването на Монреалския протокол продължава.
Антарктическата озонова дупка се очаква да съществува в продължение на още десетилетия. Концентрацията на озон в ниската стратосфера над Антарктида ще се повиши с 5 – 10% към 2020 г. и ще се възвърне до нивата си отпреди 1980 г. към 2060 – 2075 г. Това е с 10 – 25 г. повече, отколкото при по-ранните оценки, поради преразглеждането на оценките на концентрациите на озон-разграждащите вещества. Друг фактор, който би могъл да удължи изтъняването на озоновия слой, е усвояването на азотен диоксид от над стратосферата, поради промени във вятърните течения. Постепенна тенденция на „зарастване“ е докладвана през 2016 г.